# Ian Khama
Seretse Khama Ian Khama (Chertsey, Surrey, 27 de fevereiro de 1953) é um ex-político do Botswana que serviu como presidente de seu país de 2008 a 2018. É filho do primeiro presidente daquele país, sir Seretse Khama. Ian renunciou ao cargo em 31 de março de 2018, sendo substituído por Mokgweetsi Masisi, seu vice.